# Patxi Bidart
Pas d'image ? Cliquez ici

a Compétitions nationales et continentales officielles uniquement.

Dernière mise à jour le 20 mars 2025.
Patxi Bidart, né le 30 mai 2000, est un joueur français de rugby à XV évoluant au poste de talonneur avec Soyaux Angoulême XV Charente.

## Carrière
Patxi Bidart formé à l'Aviron bayonnais, où il a débuté la pratique du rugby en 2006. Son père, Jean-Philippe, a évolué sous les couleurs de club. Il est également le cousin d'Iban Etcheverry.
À l'intersaison 2020, il rejoint les espoirs du Stade montois.
Patxi Bidart fait ses débuts professionnels lors de la saison 2020-2021 de Pro D2 avec le Stade montois. Il ne disputera que deux matchs avec l'équipe professionnelle durant cette saison.
En juin 2021, il s'engage en Nationale avec Soyaux Angoulême XV Charente pour deux saisons. Son club accède à la Pro D2 à la fin de sa première saison au club. Il est titulaire lors de la finale que son équipe perd face à Massy,. En juin 2023, il signe une prolongation de contrat pour deux saisons supplémentaires, puis prolonge à nouveau son contrat en décembre 2024,.

## Palmarès
Néant.